# Tobías Palacio
Tobías Emanuel Palacio Cardozo (* 11. listopadu 2006) je argentinský fotbalový obránce, který hraje v klubu Argentinos Juniors.

## Klubová kariéra
Palacio se narodil ve Virrey del Pino v provincii Buenos Aires v Argentině. Svou kariéru začal v týmu Argentinos Juniors v roce 2015, když mu bylo 9 let. 28. ledna 2024 si odbyl svůj profesionální debut v zápase proti River Plate. 9. dubna 2024 debutoval v Copa Sudamericana v zápase proti Racing Club de Montevideo.

## Reprezentační kariéra
Palacio reprezentoval Argentinu na úrovni do 17 let. V roce 2023 se zúčastnil Mistrovství Jižní Ameriky ve fotbale do 17 let 2023 a Mistrovství světa ve fotbale do 17 let 2023.